# 林肯-賴斯堡 (北達科他州)
林肯-賴斯堡（英語：Lincoln-Fort Rice）是位於美國北達科他州伯利縣的一個未組織地區。

## 地方資料
林肯-賴斯堡的面積為67.03平方千米，皆為陸地。根據2020年美國人口普查的數據，當地共有人口4466人，而人口密度為每平方千米66.63人。